# Boraczy Wierch
Boraczy Wierch (1248 m) – szczyt w Grupie Lipowskiego Wierchu i Romanki w Beskidzie Żywiecko-Orawskim.

## Opis szczytu
Niektóre mapy i przewodniki podają wysokość 1244 (zob. np.), co odnosi się do punktu pomiarowego na wysokości 1244,4. Punkt ten jednak leży kilka metrów poniżej szczytu. Boraczy Wierch znajduje się w grzbiecie, który od Rysianki (1322 m) biegnie w północno-zachodnim kierunku poprzez Lipowski Wierch (1324 m) i Boraczy Wierch do Redykalnego Wierchu (1144 m). Grzbiet ten oddziela doliny potoków Żabniczanka i Bystra. W północnym kierunku (do doliny Żabniczanki) opada z Boraczego Wierchu dość płytki grzbiet opływany przez dwa dopływy Żabniczanki (Boracza i Szyndzielny). W dolnej części tego grzbietu znajduje się hala Brandysia. Na przeciwną stronę, w południowym kierunku (do doliny Bystrej) opadają z Boraczego Wierchu dwa grzbiety; południowo-zachodni grzbiet Bacmańskiej Góry oddzielający dolinę potoku Z Gawłowskiego od doliny Śmierdzącego Potoku i krótki południowo-wschodni grzbiet oddzielający dolinki dwóch cieków Śmierdzącego Potoku. Na stokach Boraczego Wierchu w dolnej części Śmierdzącego Potoku znajduje się źródło wody siarkowodorowej o leczniczych własnościach.
Przez szczyt i główny grzbiet Boraczego Wirchu biegnie granica między miejscowościami Żabnica (stoki północne) i Złatna (stoki południowe) – obydwie w województwie śląskim, w powiecie żywieckim. Boraczy Wierch jest niemal całkowicie porośnięty lasem, ale na jego południowo-wschodnich stokach, po obydwu stronach wierzchołka istnieją trzy hale pasterskie: Bacmania po zachodniej stronie oraz Hala Gawłowska i Bieguńska po wschodniej stronie. Prowadzi przez nie żółty szlak turystyczny, omijający jednak wierzchołek Boraczego Wierchu. Drugi, zielony szlak trawersuje dużo niżej północne stoki Boraczego Wierchu.

## Nazwa
Na mapach austriackich szczyt ten miał nazwę Boracza, później na mapach PPWK pojawiła się błędna nazwa Motyków Wierch, pochodząca z przeniesienia na szczyt nazwy z Hali Motykowej (inna nazwa Hali Bacmańskiej). Komisja Nazewnicza Turystyki Górskiej Oddziału PTTK „Ziemia Wadowicka” w 1981 r. zatwierdziła nazwę Boraczy Wierch. Na topograficznej mapie Geoportalu jest nazwa Gora Boracza, ale na lotniczej mapie Geoportalu, bazującej na bazującej na państwowym rejestrze nazw geograficznych jest Redykalny Wierch.

## Szlaki turystyczne
Milówka – schronisko PTTK na Hali Boraczej – Lipowski Wierch – Schronisko PTTK na Hali Rysianka – Żabnica-Skałka
 Rajcza – Zapolanka – Redykalny Wierch – Hala Bacmańska – hala Bieguńska – hala Lipowska – hala Rysianka – Romanka.